# 膽振魣
膽振魣為輻鰭魚綱鱸形目鯖亞目金梭魚科的其中一種，分布於西北太平洋的日本海域，體長可達23公分，棲息在沿岸淺水域，屬肉食性，具利齒，易造成創傷。